# Школа „Бранислав Пишчевић” Семегњево
Школа „Бранислав Пишчевић” Семегњево, насељеном месту на територији општине Чајетина, основана је 1932. године. Због убрзаног опадања броја ђака, 2005. године, СО Чајетина донела је одлуку о затварању школе.

## Историја школе
У најмањем златиборском селу, настава је извођена у једној малој брвнари, а 1934. године ученици се усељавају у новоотворену плански изграђену зграду. Први учитељ био је Рус Александар Ногарин. Касније се око школе и цркве, изградњом задружног дома, продавнице и месне канцеларије, формирао центар села. У послератном периоду Основна школа у Семегњеву имала је успоне и падове, условљене друштвено-политичким приликама читавог златиборског краја.
Половином педесетих година, на основу Закона о осмогодишњој школи, отворена су одељења петог и шестог разреда и тада наставу похађа преко 130 ученика. Међутим, миграције становиштва према индустријским центрима, доводе до смањивања броја ђака, тако да је СО Чајетина на седници 24. јуна 1965. године, донела решење о укидању петог и шестог разреда, а школа је наставила рад као издвојено одељење Основне школе у Чајетини.

## Зграда школе
За уала сеоску брвнару, која је служила за потребе школе нема података о димензијама и структури. Данашња школска зграда је приземна грађевина, састављена од два крила у којима су распоређене учионице, фискултурна сала, ђачка кухиња, учитељска канцеларија и тоалети. Данас је објекат у веома лошем стању, зараста у коров и траву, прозори су полупани, улазна врата обијена, преостали школски инвентар је разбацан по подовима, делови зидова и плафона отпадају. До школе је могуће доћи са Златибора, асфалтним путем.